# Christoph Nösig
Christoph Nösig (ur. 19 czerwca 1985) – austriacki narciarz alpejski, złoty medalista mistrzostw świata.

## Kariera
Pierwszy raz na arenie międzynarodowej Christoph Nösig pojawił się 2 grudnia 2000 roku w Jerzens, gdzie w zawodach FIS Race w slalomie zajął 25. miejsce. W lutym 2004 roku brał udział w mistrzostwach świata juniorów w Mariborze, gdzie jego najlepszym wynikiem było piętnaste miejsce w gigancie. Na rozgrywanych rok później mistrzostwach świata juniorów w Bardonecchii był między innymi czwarty w kombinacji, przegrywając walkę o medal ze swym rodakiem, Florianem Scheiberem.
W zawodach Pucharu Świata zadebiutował 7 grudnia 2008 roku w Beaver Creek, gdzie nie zakwalifikował się do pierwszego przejazdu giganta. Pierwsze pucharowe punkty wywalczył 21 lutego 2009 roku w Sestriere, zajmując 24. miejsce w gigancie. Jego najlepszym wynikiem w zawodach tego cyklu jest szóste miejsce w tej samej konkurencji wywalczone 16 marca 2013 roku w Lenzerheide. Najlepsze wyniki osiągał w sezonie 2012/2013, kiedy to zajął 43. miejsce w klasyfikacji generalnej, natomiast w klasyfikacji giganta był dwunasty.
Największy sukces w karierze osiągnął w 2015 roku, kiedy podczas mistrzostw świata w Beaver Creek wspólnie z Evą-Marią Brem, Nicole Hosp, Michaelą Kirchgasser, Marcelem Hirscherem i Philippem Schörghoferem zdobył złoty medal w zawodach drużynowych. Na tych samych mistrzostwach wystartował także w gigancie, jednak nie ukończył pierwszego przejazdu.

## Osiągnięcia

### Mistrzostwa świata
| Miejsce | Dzień     | Rok  | Miejscowość       | Konkurencja | Czas biegu  | Strata | Zwycięzca  |
| ------- | --------- | ---- | ----------------- | ----------- | ----------- | ------ | ---------- |
| 1.      | 10 lutego | 2015 | Vail/Beaver Creek | Drużynowo   | -           | -      | -          |
| DNF1    | 13 lutego | 2015 | Vail/Beaver Creek | Gigant      | 2:34,16 min | -      | Ted Ligety |

### Mistrzostwa świata juniorów
| Miejsce | Dzień     | Rok  | Miejscowość  | Konkurencja | Czas biegu  | Strata    | Zwycięzca        |
| ------- | --------- | ---- | ------------ | ----------- | ----------- | --------- | ---------------- |
| 37.     | 10 lutego | 2004 | Maribor      | Zjazd       | 1:09,61 min | +1,93 s   | Romed Baumann    |
| 48.     | 12 lutego | 2004 | Maribor      | Supergigant | 1:17,49 min | +3,53 s   | Hans Olsson      |
| 15.     | 13 lutego | 2004 | Maribor      | Gigant      | 2:17,40 min | -         | Jeffrey Harrison |
| DNF2    | 14 lutego | 2004 | Maribor      | Slalom      | 1:33,33 min | -         | Raphael Fässler  |
| 6.      | 23 lutego | 2005 | Bardonecchia | Zjazd       | 1:25,58 min | +1,13 s   | Rok Perko        |
| 19.     | 24 lutego | 2005 | Bardonecchia | Slalom      | 1:24,10 min | +3,28 s   | Filip Trejbal    |
| 7.      | 25 lutego | 2005 | Bardonecchia | Supergigant | 1:25,20 min | +0,73 s   | Michael Gmeiner  |
| 5.      | 27 lutego | 2005 | Bardonecchia | Gigant      | 2:10,28 min | +0,82 s   | Michael Gmeiner  |
| 4.      | 27 lutego | 2005 | Bardonecchia | Kombinacja  | 37,53 pkt   | +8,78 pkt | Tim Jitloff      |

### Puchar Świata

#### Miejsca w klasyfikacji generalnej
- sezon 2008/2009: 141.
- sezon 2009/2010: 92.
- sezon 2010/2011: 150.
- sezon 2012/2013: 43.
- sezon 2014/2015: 86.

#### Miejsca na podium w zawodach
Jak dotąd Nösig nie stawał na podium zawodów PŚ.